# 麻产
麻产（11世纪—1092年），活刺浑水诃邻乡纥石烈部人。有兄腊醅。兄弟七人，素有名声，人推服之。乌春、窝谋罕等发难时，腊醅兄弟乘机结连陶温水的百姓，不受驾驭。其同里有人为了躲避他们，迁徙到苾罕村野居女真中间，腊醅怒，将要攻打他们，与乌古论部骚腊勃堇、富者挞懒、胡什满勃堇、海罗勃堇、斡茁火勃堇相约。海罗、斡茁火间使人告诉野居女真，野居女真有备，腊醅等败归。腊醅于是由南路再袭击野居女真，胜之，俘掠甚众。海罗、斡茁火、胡什满畏惧腊醅，求援于生女直部族节度使完颜劾里钵。斜列以轻兵邀击腊醅等于屯睦吐村，败之，尽得所俘。
腊醅、麻产据暮棱水，驱掠来流水的牧马。劾里钵到混同江，与五弟完颜盈歌分军。劾里钵从妒骨鲁津倍道兼行，马多乏，都留在路旁，随从五六十骑，于野鹊水遇到腊醅。当时已黄昏，腊醅兵多，劾里钵兵少，完颜欢都与敌军鏖战，出入数次，马受伤，死了十多人。劾里钵突阵力战，受伤四处，不能统军，于是战败，将次子完颜阿骨打置于膝上，抚摸其头发说：“此儿长大，吾复何忧？”久后，他才伤愈。同年，腊醅、麻产使其部下原为贼人的秃罕、驰朵剽取户鲁不泺牧马四百及富者粘罕的马合计七百余匹，过青岭东，贿赂各部，与乌春、窝谋罕交结。劾里钵亲自统军讨伐之，腊醅等诈降，劾里钵回军。骚腊勃堇及完颜盈歌的妻弟富者挞懒先前曾与腊醅、麻产合力，劾里钵想趁回军灭之，驰马前进，被完颜欢都劝止。大安三年（1087年），腊醅又求助于乌春、窝谋罕。窝谋罕以姑里甸兵一百十七人助之。腊醅据暮棱水，保固险阻，孩懒水乌林荅部叛将石显之子婆诸刊也去追随。在和腊醅等的作战中，劾里钵的四弟完颜颇剌淑独当一面。劾里钵率兵围腊醅等，打败了他们，麻产遁去，劾里钵遂擒腊醅、婆诸刊，皆献于辽朝，尽获其兵，派他们的卒长斡善、斡脱招抚其众，派斜钵勃堇、八弟完颜阿离合懑抚定他们。劾里钵上言乌春助乱，辽道宗派人去问乌春，乌春惧怕，谎称未曾帮助腊醅。劾里钵又请求将腊醅等俘虏还给自己，获准。
后来完颜颇剌淑继任为生女直部族节度使，大安八年（1092年），麻产尚占据直屋铠水，修缮营堡，诱纳亡命。颇剌淑招之，不听，于是遣劾里钵长子完颜乌雅束伐之。白山混同江大溢，水与岸齐，乌雅束从阿邻冈乘舟到帅水，舍舟沿帅水而进。阿骨打率别军去抓麻产家属，全部俘获，将锜釜全部取走。乌雅束在直屋铠水围攻麻产，阿骨打也率军来会。麻产乘夜突围逃走。阿骨打说：“麻产家都被一网打尽了，跑了去哪里。”追之。麻产不知阿骨打急着抓自己，与三骑来窥探军情，其中一人坠马下，阿骨打认出他，问及情状。此人说：“我随麻产来窥探军情，那逃走的二人，麻产在其中。”麻产与另一人分道逃跑，阿骨打命劾鲁古追东逃的，自己追西逃的。到直屋铠水，不见了麻产，急忙追，在路上发现麻产遗下的盔甲，追踪到大泽泥泞地。麻产弃马进入萑苇（两种芦类植物），阿骨打也弃马追及，与之挑战。乌古论壮士活腊胡乘马来，问是何人。阿骨打其实不认识麻产，故意说是麻产。活腊胡说：“今也追到此人了。”于是下马援枪进战。麻产连射活腊胡，活腊胡中两箭，不能战。不久，军队到了，围住麻产。欢都射中麻产头部，于是擒之。无人认识麻产，活腊胡上前扶其头部看，见其豁牙（牙缝宽大），说：“是真的麻产。”麻产张大眼睛说：“公等事定矣。”被杀，阿骨打献首辽朝。辽朝论功行赏，任盈歌、阿骨打、颇剌淑的堂兄弟完颜习不失、欢都为详稳。
唐括石古因随完颜阿骨打平定腊醅、麻产兄弟，领谋克。
金世宗大定二十六年（1186年）六月，世宗对皇孙右丞相原王完颜璟说：“你曾经读《太祖实录》吗？”举金太祖阿骨打讨伐麻产，遇到泥淖地，马不能前进，阿骨打弃马步行，欢都射中麻产而擒之的例子感慨创业不易。